# Egemosedam
Egemosedam er en landsby i Søllested Sogn i Assens Kommune på Vestfyn lidt syd for Vedtofte. Fra 1827 til 1896 lå der et fattighus. Området er cirka 5 km nordvest for Glamsbjerg. Ifølge 3. udgave af Trap Danmark er landsbyen muligvis resterne af hovedgården Egsmose. Nyere kilder angiver dog hovedgårdens beliggenhed til bebyggelsen Egsmose nordøst for Gudme Kirke i Gudme.
I 2017 blev Brahesholm Brumbassernes boldklub lukket ned, i dag ligger der en mark, hvor boldklubben lå i sin tid. Ved folketællingen i 1890 var der cirka 26 familier i 18 huse.